# Мухін Микола Павлович
Микола Павлович Мухін (1914, село Балушеви Починки Рязанської губернії, тепер Касимовського району Рязанської області, Російська Федерація — ?) — азербайджанський радянський діяч, начальник Каспійського морського пароплавства. Депутат Верховної ради Азербайджанської РСР 3-го і 7-го скликань. Депутат Верховної Ради СРСР 4-го скликання.

## Життєпис
Народився в родині моряка. У 1920-х роках родина переїхала до міста Баку, де працював батько. У 1929 році Микола Мухін вступив до комсомолу. У 1930 році закінчив семирічну школу в місті Баку.
З 1930 по 1934 рік навчався в Бакинському мореплавному технікумі, здобув диплом техніка.
У 1934—1939 роках — майстер-розподільник робіт, майстер цеху, секретар комітету комсомолу судноремонтного заводу імені Закавказької Федерації.
Член ВКП(б) з 1937 (за іншими даними з 1939) року.
У 1939—1940 роках — голова районного комітету профспілки моряків Каспійського нафтоналивного пароплавства.
У 1940—1941 роках — заступник начальника політичного відділу «Касптанкеру».
У 1941—1943 роках — у бойових частинах Каспійської військової флотилії Військово-морського флоту СРСР.
У 1944—1949 роках — заступник начальника політичного відділу «Касптанкеру»; інструктор транспортного відділу Бакинського міського комітету КП(б) Азербайджану; старший контролер Міністерства державного контролю СРСР по Каспійському басейну.
У 1949—1950 роках — в.о. головного контролера Міністерства державного контролю СРСР по контролю за збереженням державних резервів.
У 1950—1952 роках — начальник пароплавства «Каспійський флот».
У 1952—1953 роках — начальник пароплавства «Каспійський танкер».
У червні 1953 — 1954 року — начальник Каспійського морського пароплавства («Каспар»).
У 1954—1956 роках — слухач Академії морського флоту. Закінчив Ленінградський інститут інженерів водного транспорту.
У 1957—1965 роках — заступник начальника Каспійського морського пароплавства.
У 1965—1968 роках — начальник Каспійського морського пароплавства.
Подальша доля невідома.